# Harrsjön (Vilhelmina socken, Lappland)
Harrsjön är en sjö i Vilhelmina kommun i Lappland och ingår i Ångermanälvens huvudavrinningsområde. Sjön har en area på 0,206 kvadratkilometer och ligger 599,1 meter över havet. Harrsjön ligger i Marsfjället Natura 2000-område.

## Delavrinningsområde
Harrsjön ingår i det delavrinningsområde (722595-149399) som SMHI kallar för Utloppet av Harrsjön. Medelhöjden är 632 meter över havet och ytan är 4,58 kvadratkilometer. Det finns ett avrinningsområde uppströms, och räknas det in blir den ackumulerade arean 24,98 kvadratkilometer. Vattendraget som avvattnar avrinningsområdet har biflödesordning 4, vilket innebär att vattnet flödar genom totalt 4 vattendrag innan det når havet efter 415 kilometer. Avrinningsområdet består mestadels av skog (78 procent) och sankmarker (15 procent). Avrinningsområdet har 0,31 kvadratkilometer vattenytor vilket ger det en sjöprocent på 6,7 procent.